# Невежино (Юрьев-Польский район)
Невежино — деревня в Юрьев-Польском районе Владимирской области России, входит в состав Небыловского сельского поселения.

## География
Деревня расположена в 6 км на юго-восток от центра поселения села Небылое и в 35 км на юго-восток от райцентра города Юрьев-Польский. Поблизости находится исток реки Куфтига.

## История
О происхождении названия деревни существуют две легенды — о пожаловании её в XVI столетии ученику первопечатника Ивана Фёдорова Андронику Невеже и о не узнанном здесь Петре Великом, который, якобы, в ответ рассердился, избил старосту и велел звать жителей невежами, переименовав заодно и их деревню.
В конце XIX — начале XX века деревня входила в состав Андреевской волости Владимирского уезда. В 1859 году в деревне числилось 45 дворов, в 1905 году — 65 дворов, 1926 году — 91 хозяйств.
С 1929 года деревня входила в состав Абабуровского сельсовета Ставровского района, с 1935 — в составе Небыловского района, с 1959 года — в составе Ныбыловского сельсовета, с 1963 года — в составе Юрьев-Польского района. С 2005 года деревня в составе Небыловского сельского поселения.

## Население
| 1859 | 1905 | 1926 |
| ---- | ---- | ---- |
| 278  | 404  | 435  |

| 1859 | 1905 | 1926 | 2002 | 2010 | 2021 |
| ---- | ---- | ---- | ---- | ---- | ---- |
| 278  | ↗404 | ↗435 | ↘0   | →0   | →0   |

## Невежинская рябина
Невежинская рябина, названная в честь деревни, — не отдельный вид, а особая форма рябины обыкновенной. В дореволюционное время она славилась крупными, вкусными плодами и красотой. Из неё, немного изменив название деревни, готовили напиток, известный как «нежинская рябина».